# ТЕС Ява-1
6°14′38″ пд. ш. 107°35′21″ сх. д. / 6.24389° пд. ш. 107.58917° сх. д.
ТЕС Ява-1 – теплова електростанція, яку споруджують на засході індонезійського острова Ява. Введення об’єкту в експлуатацію заплановане на 2022 рік.
В другій половині 2010-х на майданчику станції почалось зведення двох однотипних блоків комбінованого парогазового циклу потужністю по 880 МВт, в кожному з яких одна газова турбіна живитиме через котел-утилізатор одну парову турбіну. Доставка великовагового головного обладнання (газові турбіни вагою по 438 тон, генератори по 460 тон, елементи котлів-утилізаторів вагою до 240 тон) здійснювалась до порту Джакарти, де його перевантажували на баржі та доправляли до спеціально спорудженого за кілька кілометрів від будівельного майданчику причалу на Яванському морі, до якого облаштували судовий хід глибиною 3 метра. 
Станцію зводять в комплексі із терміналом для імпорту ЗПГ Jawa Satu, який забезпечуватиме її блакитним паливом. Постачання ресурсу здійснюватиметься з індонезійського заводу ЗПГ Танггух (острів Нова Гвінея).
Для видалення продуктів згоряння кожен з блоків матиме димар заввишки 60 метрів.
Система охолодження розрахована на використання морської води.
Видача продукції відбуватиметься по ЛЕП, розрахованій на роботу під напругою 500 кВ.
Проект спільно реалізують індонезійська нафтогазова компанія Pertamina (40%) та японські Marubeni (40%) і Sojitz (20%).